# Pont de Sully
Pont de Sully (česky Most Sully) je silniční most přes řeku Seinu v Paříži. Spojuje 4. obvod na pravém břehu a 5. obvod na levém. Jsou to vlastně dva samostatné mosty, které vycházejí z východní špice ostrova Svatého Ludvíka.

## Historie
V 19. století na jeho místě stály dva různé mosty (lávky) spojující ostrov s oběma břehy. Passerelle Damiette vedoucí na pravý břeh a Passerelle de Constantine vedoucí na levý břeh. Jednalo se o zavěšené lávky. První byla zničena za revoluce v roce 1848, druhá se zřítila po korozi lan v roce 1872. Současný most byl postaven v rámci stavebních úprav Paříže barona Haussmanna v letech 1874–1877. Most byl pojmenován podle Maximiliena de Béthune, vévody ze Sully (1560–1641), ministra Jindřicha IV.

## Architektura
Tento dvojí most navrhli inženýři Paul Vaudrey a Gustave Brosselin. Most je postavený v úhlu zhruba 45° vůči břehu, takže jeho jižní část nabízí výhled na nábřeží ostrova Sv. Ludvíka a na
katedrálu Notre-Dame na ostrově Cité.
Jižní část mostu je delší. Měří 159 metrů a skládá se ze tří litinových oblouků (46,3-49,5-46,3 metrů).
Severní část překračuje menší rameno Seiny, takže je dlouhá jen 82 metry. Její střední litinový oblouk měří 42,3 metry a dva zděné postranní každý 15,3 metrů.
Celková délka mostu i s ostrovní částí činí 256 metrů. Jeho šířka je 20 metrů – 12 m tvoří vozovka a 8 metrů chodníky.